# Берлин-Александерплац (фильм)
«Берлин-Александерплац» (нем. Berlin-Alexanderplatz) — немецкая криминальная драма, снятая по одноимённому роману Альфреда Дёблина.

## Сюжет
Уличный торговец Франц Биберкопф (Генрих Георге) выходит из тюрьмы, отбыв тюремный срок за убийство. Он возвращается к работе торговцем в самом центре Берлина, на Александерплац. В соседнем кафе он знакомится с Силли (Мария Бард), очень раскованной девушкой, которая становится его подружкой. Они живут счастливо, пока в их жизни не вмешивается вожак преступной банды Рейнгольд (Бернхард Минетти). Банда втягивает Франца в ограблении портняжной мастерской. Однако в последний момент Франц отпирается, и его выбрасывают из фургона. Франц попадает под машину и приходит в себя в больнице. Он остается жив, но теряет правую руку; выписавшись из больницы, он знакомится с уличной певицей по имени Мице. Франц снова возвращается к Рейнгольду — он не собирается ему мстить, а напротив, предлагает сотрудничество. Потеряв всякую надежду на честную жизнь, Франц промышляет воровством. Мице и Силли хорошо ладят между собой и вместе стремятся вернуть Франца на путь.
Рейнгольд задумал овладеть Мице и завлекает девушку в лес, и когда она отказывает ему, убивает её. Полиция вовремя хватает Рейнгольда, и Биберкопф не успевает отомстить за девушку. Оставшись один, без Мице, он снова возвращается к своему лотку и порядочной жизни. В финале ленты он ходит по Александерплац, продавая куклу вроде «Ваньки-встаньки», и зазывает покупателей словами: «Этой кукле не сидится на месте. А почему не сидится? Потому что металлический шарик внутри исправно действует».

## В ролях
| Актёр             | Роль            |
| ----------------- | --------------- |
| Генрих Георге     | Франц Биберкопф |
| Мария Бард        | Силли           |
| Маргарет Шлегель  | Мице            |
| Бернхард Минетти  | Рейнгольд       |
| Герхард Бинерт    | Клемпнер-Карл   |
| Альберт Флорат    | Пумс            |
| Пауль Вестермайер | Хеншке          |
| Ханс Деппе        | гость Хеншке    |